# Apoclima coriaceum
Apoclima coriaceum là một loài tò vò trong họ Ichneumonidae.